# Paul Oettinger
Georg Ullrich Paul Oettinger (* 14. Oktober 1848 in Torgau; † 8. November 1934 in Altenau im Oberharz) war ein deutscher Berufssoldat und Militärschriftsteller.

## Leben
Oettinger wurde als Sohn des zeitweise in Torgau stationierten Majors und Ingenieuroffiziers Friedrich Wilhelm O. und dessen Frau Ulrike, geb. Krüger, geboren. Gemäß der Familientradition besuchte Oettinger ab dem entsprechenden Alter die Kadettenanstalt Potsdam. Dadurch  kam er 1866, mit 18 Jahren, erstmals im Preußisch-Österreichischen Krieg zum Einsatz. Auch am folgenden Deutsch-Französischen Krieg, 1870 bis 1871, war er beteiligt. Da er vermutlich durch eine Verwundung militäruntauglich geworden war, schied Oettinger danach aus dem Militärdienst aus und wurde Redakteur der Militärzeitung in Berlin. Er verfasste darin unzählige militärpolitische und andere Beiträge. Oettinger war jedoch auch Autor mehrerer Bücher.

## Werke
- Hrsg.: Unter kurbrandenburgischer Flagge. Deutsche Kolonialerfahrungen vor 200 Jahren, nach dem Tagebuch des Chirurgen Johann Peter Oettinger. Eisenschmidt, Berlin 1886.
- Hrsg.: Offizier-Adressbuch von Berlin und Umgegend für das Jahr 1891. Eisenschmidt, Berlin 1891.
- Bestimmungen über die Eheschließung von Offizieren des Königlich Preussischen Heeres: Auf Grund der Heirats-Verordnung v. 25. Mai 1902..., 2. Auflage, Eisenschmidt, Berlin 1909.
- Die Offiziere des Königlich Preußischen 4. Oberschlesischen Infanterie-Regiments Nr 63. 1860–1910. Eisenschmidt, Berlin 1910.
- Bestimmungen über die Eheschließungen von Offizieren des kgl. preußischen Heeres (1901).